# Parastenocaris lacustris
Parastenocaris lacustris är en kräftdjursart som beskrevs av Chappuis in Chappuis och Delamare Deboutteville 1958. Parastenocaris lacustris ingår i släktet Parastenocaris och familjen Parastenocarididae. Inga underarter finns listade i Catalogue of Life.